# Randal Willars
Randal Willars Valdez, född 30 april 2002 i Mexico City, är en mexikansk simhoppare.

## Karriär
Vid VM 2017 i Budapest tävlade Willars individuellt i hopp från 10-metersplattformen samt tillsammans med Viviana Del Angel i mixat parhopp från 10-metersplattformen och slutade på nionde plats i båda grenarna. Vid ungdoms-OS i Buenos Aires tog han guld i hopp från 10-metersplattformen.
Vid världscupen 2021 i Tokyo tog Willars silver både individuellt i hopp från 10-metersplattformen samt tillsammans med Iván García i parhopp från 10-metersplattformen.
Vid VM 2023 i Fukuoka tog Willars brons tillsammans med Kevin Berlín i parhopp från 10-metersplattformen samt silver i lagtävlingen tillsammans med Gabriela Agúndez, Jahir Ocampo och Aranza Vázquez. Vid panamerikanska spelen 2023 i Santiago tog han både guld individuellt i hopp från 10-metersplattformen samt tillsammans med Kevin Berlín i parhopp från 10-metersplattformen.
Vid VM 2024 i Doha tog Willars silver tillsammans med Gabriela Agúndez, Jahir Ocampo och Aranza Vázquez i lagtävlingen.

## Tävlingar
| År   | Tävling                       | Ort          | Gren               | Placering | Poäng     | Notering |
| ---- | ----------------------------- | ------------ | ------------------ | --------- | --------- | -------- |
| 2017 | Världsmästerskapen            | Budapest     | 10 m plattform     | 9:e       | 452,35 p. |          |
| 2017 | Världsmästerskapen            | Budapest     | Mixat parhopp 10 m | 9:e       | 301,08 p. |          |
| 2018 | Olympiska spelen för ungdomar | Buenos Aires | 3 m svikt          | 5:e       | 528,10 p. |          |
| 2018 | Olympiska spelen för ungdomar | Buenos Aires | 10 m plattform     | Guld      | 609,80 p. |          |
| 2018 | Olympiska spelen för ungdomar | Buenos Aires | Mixad lagtävling   | 11:e      | 301,10 p. |          |
| 2021 | Världscupen                   | Tokyo        | 10 m plattform     | Silver    | 514,70 p. |          |
| 2021 | Världscupen                   | Tokyo        | Parhopp 10 m       | Silver    | 405,69 p. |          |
| 2023 | Världsmästerskapen            | Fukuoka      | Parhopp 10 m       | Brons     | 434,16 p. |          |
| 2023 | Världsmästerskapen            | Fukuoka      | Lagtävling         | Silver    | 455,35 p. |          |
| 2023 | Panamerikanska spelen         | Santiago     | 10 m plattform     | Guld      | 479,40 p. |          |
| 2023 | Panamerikanska spelen         | Santiago     | Parhopp 10 m       | Guld      | 419,94 p. |          |
| 2024 | Världsmästerskapen            | Doha         | Lagtävling         | Silver    | 412,80 p. |          |
| 2025 | Världsmästerskapen            | Singapore    | Lagtävling         | Silver    | 426,30 p. |          |
| 2025 | Världsmästerskapen            | Singapore    | 10 m plattform     | Brons     | 511,95 p. |          |